# Clã Gartshore
O Clã Gartshore é um clã escocês da região das Terras Baixas, Escócia.

## Origem
Provém de terras na localidade de Kirkintilloch em Dumbartonshire, onde os Gartshores fixaram residência desde o reinado de Alexandre II da Escócia.